# Dusona minutor
Dusona minutor är en stekelart som beskrevs av Horstmann 2004. Dusona minutor ingår i släktet Dusona och familjen brokparasitsteklar. Inga underarter finns listade i Catalogue of Life.